# Antiblemma diffinota
Antiblemma diffinota là một loài bướm đêm trong họ Erebidae.